# Ernst Hartert
Ernst Johann Otto Hartert (29. října 1859 Hamburk – 11. listopadu 1933 Berlín) byl hojně publikující německý ornitolog.

## Život
Hartert se narodil 29. října 1859 v Hamburku v Německu. V červenci 1891 se ve Frankfurtu nad Mohanem oženil s ilustrátorkou Claudií Bernadine Elisabeth Hartertovou, s níž měl syna Joachima Karla (Charlese) Harterta (1893–1916), který padl jako anglický voják na Sommě.
Spolu se svou ženou jako první popsal poddruh kolibříka Buffonova (Chalybura buffonii intermedia Hartert, E. & Hartert, C., 1894). Článek On a collection of Humming Birds from Ecuador and Mexico je zřejmě jejich jedinou společnou publikací.
Hartert byl v letech 1892–1929 zaměstnán u Waltera Rothschilda, 2. barona Rothschilda, jako ornitologický kurátor Rothschildova soukromého Přírodovědného muzea v Tringu v Anglii.
Hartert spolu s Rothschildem vydával čtvrtletní muzejní časopis Novitates Zoologicae (1894–39) a spolu s Francisem Charlesem Robertem Jourdainem, Normanem Frederickem Ticehurstem a Harrym Forbesem Witherbym Hand-List of British Birds (Příruční seznam britských ptáků, 1912). Napsal knihu Die Vögel der paläarktischen Fauna (1910–22) a z pověření svého zaměstnavatele cestoval po Indii, Africe a Jižní Americe.
Hartert poprvé vědecky popsal řadu ptačích druhů, mimo jiné krkavce krátkoocasého (Corvus rhipidurus), sluku japonskou (Scolopax mira), káni horskou (Buteo oreophilus) a salanganu vodopádovou (Hydrochous gigas).
V roce 1930 odešel Hartert na odpočinek do Berlína, kde v roce 1933 zemřel.
Hartert byl mentorem Erwina Stresemanna, jehož zpopelněné ostatky byly v roce 1972 uloženy u Hartertova hrobu.

## Ocenění
Byl členem Londýnské zoologické společnosti. Je po něm pojmenován gekon Hemiphyllodactylus harterti, a 12 ptáků bylo pojmenováno na jeho počest.

## Dílo
Mezi jeho publikace patří:
- (1891). Katalog der Vogelsammlung im Museum der Senckenbergischen Naturforschenden Gesellschaft in Frankfurt am Main.
- (1897). Podargidae, Caprimulgidae und Macropterygidae.
- (1897). Das Tierreich.
- (1900). Trochilidae.
- (1902). Aus den Wanderjahren eines Naturforschers: Reisen und Forschungen in Afrika, Asien und Amerika, nebst daran anknüpfenden, meist ornithologischen Studien.
- (1903). Ueber die Pipriden-Gattung Masius Bp.
- (1910–1922). Die Vögel der paläarktischen Fauna: Systematische Übersicht der in Europa, Nord-asien und der Mittelmeerregion vorkommenden Vögel.  Tři svazky.
- HARTERT, Ernst; JOURDAIN, F.C.R.; TICEHURST, N.F.; WITHERBY, H.F. A Hand-List of British Birds, with an account of the distribution of each species in the British Isles and abroad. London: Witherby & Co., 1912. Dostupné online. OCLC 70467193
- (1920). Die Vögel Europas.

## Galerie

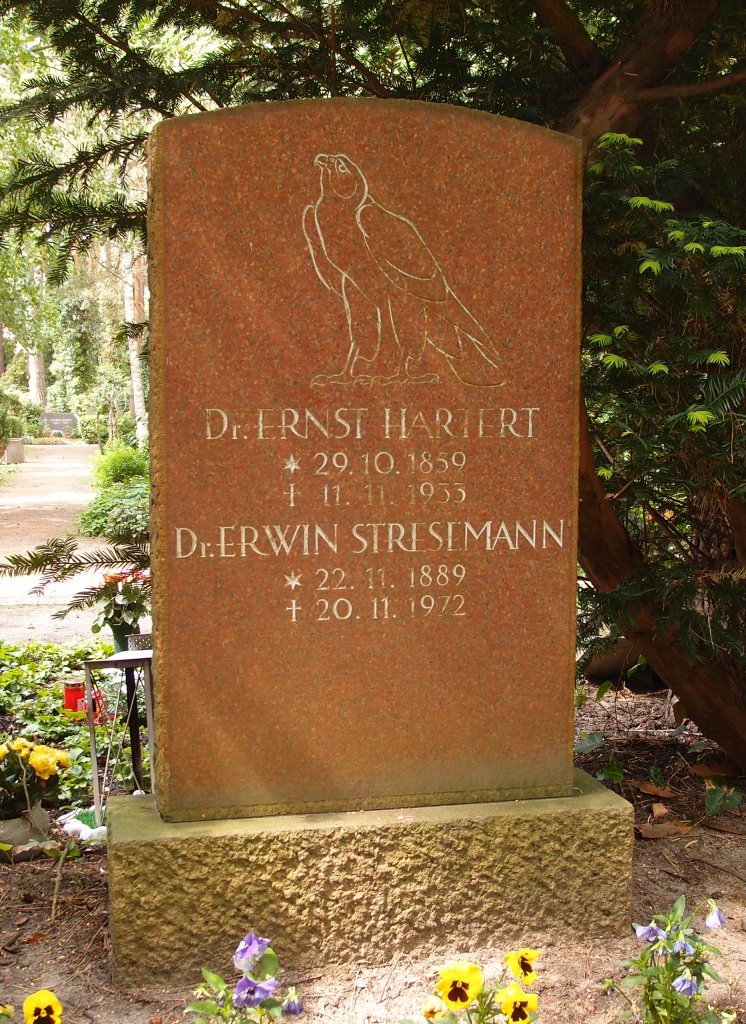
Náhrobní kámen na Lesním hřbitově v Dahlemu v Berlíně